# 邱宗浚
邱宗浚（1879年—1949年5月16日），字陟明，辽宁省沈阳人，中華民國大陸時期政治、軍事人物，中華民國中將，是盛世才之岳父。邱宗浚因规划新疆省特克斯縣县城“八卦城”而闻名。

## 生平
邱宗浚出身小学教员，1898年生子邱定坤。1918年春，放弃教书生涯，到东三省上将军巡阅使府张作霖部下做事，被张作霖保送到保定陆军军官学校学习军事。毕业后在第八混成旅旅长郭松龄部下任团长。
1924年，沈阳女子师范学校演话剧，邱的二女儿邱毓芳女扮男装穿上军服，時任郭松龄部下连长的盛世才也去看话剧，就爱上邱毓芳。后经郭松龄当媒人，邱宗浚将她的二女儿嫁给盛世才，盛世才並與开原县盛家屯的妻子离婚。 
1925年12月初，郭松龄倒戈失败连同妻子一起在新民县被就地枪决。张作霖将郭的部队改编，所有军官全部遣散，收编到军官团内，只领俸薪不再重用，这时邱宗浚也被收编到军官团内。第二次直奉战争之后，张作霖率领的东北军获胜，他在北平自命陆海空军大元帅。邱宗浚的团长遂被黜免，在沈阳市赋闲。
邱宗浚这期间终常出入南市场的妓院中，并结识沈阳市人妓女姚志中。邱将姚赎出当小老婆。九一八事变后，邱和盛世才的弟弟盛世英一起经苏联西伯利亚铁路来新疆。 
邱宗浚来新疆第二年，即1936年担任伊犁屯垦使，上任伊始，先是占用伊宁县白俄银行的大洋房一院，並下令地方政府重加修饰。他也霸佔當地石家園子，在園內進行浩大整修後改名“明園”。
1938年2月邱宗浚為建立特克斯縣的新縣府，亲自去當地勘查，选址规划，并绘制独具特色的八卦图，建立八卦城。同年担任边防督办公署（即盛世才官署）秘书长，又在乌鲁木齐小东梁和建国路六道巷，大兴土木，营造邱公馆，占地面积一千多平方米，分内外两院。内院供邱府家人居住。邱氏以大量公款和非法没收私人财物在伊犁开设“明记公司”，在地方惡評頗多。因邱宗浚被認為是新疆第一貪，難以冠以「特克斯八卦城之父」的美譽，後人就改說丘處機才是特克斯當初的規劃者。
1944年秋，因中國国民党势力进入新疆，盛世才被调中央任职，邱氏一家失去依附，故决定去兰州暂时安身。 1946年，邱宗浚晋升中將。
1949年5月16日晚，位於蘭州的邱宗浚全家一夜滅門，報紙稱為邱宅大血案。